# Ролінґс (Меріленд)
Ролінґс (англ. Rawlings) — переписна місцевість (CDP) в США, в окрузі Аллегені штату Меріленд. Населення — 687 осіб (2020).

## Географія
Ролінґс розташований за координатами 39°32′25″ пн. ш. 78°53′8″ зх. д. / 39.54028° пн. ш. 78.88556° зх. д. (39.540272, -78.885649).  За даними Бюро перепису населення США в 2010 році переписна місцевість мала площу 2,32 км², з яких 2,31 км² — суходіл та 0,01 км² — водойми.

## Демографія
Згідно з переписом 2010 року, у переписній місцевості мешкали 693 особи в 281 домогосподарстві у складі 207 родин. Густота населення становила 299 осіб/км².  Було 300 помешкань (129/км²).
Расовий склад населення:
| - 98,3 % — білих - 0,7 % — чорних або афроамериканців - 0,1 % — корінних американців - 0,1 % — азіатів |

До двох чи більше рас належало 0,7 %. Частка іспаномовних становила 0,1 % від усіх жителів.
За віковим діапазоном населення розподілялося таким чином: 20,2 % — особи молодші 18 років, 61,9 % — особи у віці 18—64 років, 17,9 % — особи у віці 65 років та старші. Медіана віку мешканця становила 44,3 року. На 100 осіб жіночої статі у переписній місцевості припадало 95,2 чоловіків;  на 100 жінок у віці від 18 років та старших — 90,7 чоловіків також старших 18 років.
Середній дохід на одне домашнє господарство  становив 76 120 доларів США (медіана — 59 643), а середній дохід на одну сім'ю — 87 398 доларів (медіана — 76 813). За межею бідності перебувало 1,7 % осіб, у тому числі 0,0 % дітей у віці до 18 років та 0,0 % осіб у віці 65 років та старших.
Цивільне працевлаштоване населення становило 284 особи. Основні галузі зайнятості: освіта, охорона здоров'я та соціальна допомога — 26,8 %, роздрібна торгівля — 20,1 %, публічна адміністрація — 16,5 %.